# سوف‌آزادان
سوف‌آزادان (نام علمی: Percopsidae) نام یک تیره از راسته سوف‌آزادسانان است.